# Vrije zaterdag
De vrije zaterdag was voor 1960 in Nederland geen vanzelfsprekendheid en was een van de eisen van de landelijke arbeidersbeweging.

## Geschiedenis

### Voorgeschiedenis: Van revolutiedruk tot Plan van de Arbeid
De arbeiders- en socialistische beweging streefde vanaf het einde van de negentiende eeuw naar een duidelijk afgebakende werkweek. In dit streven was de Arbeidswet van 1919 een eerste mijlpaal. Onder druk, in de vorm van deels geslaagde revolutiepogingen in Rusland, Duitsland en Nederland, werd in deze wet bepaald dat een werkweek voortaan 48 uur zou duren, met een maximum van acht werkuren per dag.
Door de economische crisis veroorzaakt door de Eerste Wereldoorlog werd het maximum werkuren per dag in 1922 verlengd tot 8,5. De Sociaal-Democratische Arbeiderspartij zette hierop haar politieke eis van een achturige werkdag opnieuw in. Het argument was dat een kortere arbeidstijd en dus meer vrije tijd zou bijdragen aan de lichamelijke en geestelijke weerstand van de arbeidersklasse en aan haar maatschappelijke verantwoordelijkheidsgevoel. Vanaf de Beurskrach van 1929 werd hierbij als argument toegevoegd dat een kortere werktijd meer werkgelegenheid creëert. Dit werd uitgewerkt in het sociaaldemocratische herstelplan, het Plan van de Arbeid.
Op dat moment gold de 48-urige werkweek als norm, waarbij in sommige sectoren op zaterdag een halve dag werd gewerkt.

### De vrije zaterdag en de 45-urige werkweek
Na de Tweede Wereldoorlog werd er nog steeds gepleit voor een vrije zaterdag, maar de realisatie hiervan was niet mogelijk door de arbeidstekorten die de Wederopbouw noodzakelijkerwijs veroorzaakte. In 1958 adviseerde de Sociaal-Economische Raad aan de rijksoverheid dat een algemene reductie van een 48-urige naar een 45-urige werkweek met vrije zaterdag niet mogelijk zou zijn voor 1961, en voor 1963 alleen "onder zeer gunstige omstandigheden." Ondanks dat werden in 1959 de eerste collectieve arbeidsovereenkomsten gesloten waarin een 45-urige werk met vrije zaterdag werd vastgelegd.
Op 23 december 1960 werd de werkvrije zaterdag ingesteld door het kabinet-De Quay. In wettelijke zin was de zaterdag hierdoor geen verplichte werkdag meer. In de meeste cao's van na die tijd gold de zaterdag als een uitzonderlijke werkdag, waarvoor een sterke toeslag op het loon betaald diende te worden. In bedrijven waar werk op vrije dagen geen noodzaak was, werd deze dan als vergoeding ingevoerd.

### De maatschappelijke uitwerking
De invoering had verregaande maatschappelijke gevolgen:
- De arbeidsmarkt, waar de vraag naar arbeidskrachten toch al groot was, kwam verder onder druk te staan omdat de meeste mensen iets minder gingen werken, wat maar deels werd opgevangen door grotere productiviteit (zoals door de opkomende automatisering).
- De consumptie steeg: er was meer tijd om te winkelen en mensen hadden meer geld te besteden. Bovendien — en misschien wel het belangrijkste — waren hun verwachtingen voor de toekomst zeer positief wat betreft de economie, dit ondanks de voortdurende Koude Oorlog. In deze tijd kreeg het consumentisme vaste contouren.
- De recreatie steeg nu de bevolking de gehele zaterdag plus de zondag desgewenst daaraan kon wijden.

## Hogere eisen

### Historisch: kortere werkdagen
Alhoewel de achturige werkdag en de veertigurige werkweek welbekende eisen waren van de arbeidersbeweging van voor de jaren 1960, werd niet door iedere politieke groepering en politicus de vrije zaterdag als eindpunt gezien van "de strijd". Als alternatief voor het sociaaldemocratische programma werd reeds in de jaren dertig door linksere groeperingen, zoals het Nationaal Arbeids-Secretariaat en de Revolutionair-Socialistische Arbeiderspartij, de eis voor een zeven- of zesurige werkdag gesteld. In de jaren zeventig bepleitte sociaaldemocratisch feminist Joke Smit namens de Man Vrouw Maatschappij een vijfurige werkdag. Dit betoog werd ook in Socialisme & Democratie, het wetenschappelijk blad van de Partij van de Arbeid, gepubliceerd.
In 1990 eiste de Dienstenbond van de Federatie Nederlandse Vakbeweging, Nederlands grootste vakcentrale, een vierdaagse werkweek tijdens cao-onderhandelingen.

### Heden: een kortere werkweek?
Heden wordt er binnen verschillende sectoren onderhandeld over een vierdaagse of dertigurige werkweek. Ondanks de arbeidskrapte is er een sterke maatschappelijke behoefte aan meer vrije tijd, onder andere om het grote aantal overspannenen te ontspannen. In 2015 pleitte sociaaldemocratisch politicus Martijn van Dam voor een vierdaagse werkweek, waarbij hij zich hard maakte voor een goed loon voor vier werkdagen van negen uren. Sinds 2021 maakt ook het Christelijk Nationaal Vakverbond zich hard voor een dertigurige werkweek. Het CNV ziet hierin voordeel voor zowel de werknemers als de werkgevers, aangezien een kortere werkweek het aantal burn-outklachten zou laten dalen en zo het ziekteverzuim daalt.